# Pazifikzaunkönig
Der Pazifikzaunkönig (Troglodytes pacificus) ist eine Vogelart aus der Familie der Zaunkönige (Troglodytidae), die in Kanada und den Vereinigten Staaten verbreitet ist. Der Bestand wird von der IUCN als nicht gefährdet (Least Concern) eingeschätzt.

## Merkmale
Der Pazifikzaunkönig erreicht eine Körperlänge von etwa 9,0 bis 11,0 cm bei einem Gewicht von ca. 8,0 bis 12,0 g. Er ist ein kleiner dunkler Zaunkönig, mit kleinem Schnabel und hellem Augenstreif, Kinn und Kehle. Die Oberflügeldecken sind rötlich braun mit dunkleren Streifen. Die Handschwingen und Armschwingen sind braun und ebenfalls dunkler gestreift. Die Oberbrust ist hell holzbraun, der Bauch und die Flanken etwas farbenfroher als die Brust, aber mit dunklen Streifen. Die Steuerfedern sind kastanienbraun mit dunklen Binden. Die Augen sind braun, der Schnabel hell bräunlich und etwas heller an der Basis und die Beine hellbraun. Er ähnelt sehr dem Winterzaunkönig (Troglodytes hiemalis Vieillot, 1819), wirkt aber insgesamt dunkler und farbenfroher mit rötlichen Tönungen, speziell an der Kehle und der Brust. Im Vergleich zur sympatrischen Art des Hauszaunkönigs (Troglodytes aedon Vieillot, 1809) ist er kleiner, hat einen kürzeren Schwanz und auffälligere Streifen am Bauch. Beide Geschlechter ähneln sich. Jungtiere ähneln ausgewachsenen Vögeln, haben aber einen braunen Rücken, Schulterfedern und Bürzel. Die Oberschwanzdecken zeigen keine Binden. Der Augenstreif zeichnet sich nur undeutlich ab und die Unterseite wirkt dunkler. Dabei sind die Federn dunkel gesäumt.

## Verhalten und Ernährung
Der Pazifikzaunkönig ernährt sich zum Großteil von Wirbellosen, wie Insekten z. B. Käfer, Schnabelkerfen, Zweiflügler, Schmetterlingen, Hautflügler oder Spinnen, Flohkrebsen und Hundertfüßer. Es gibt auch Berichte, dass er sich von Schnecken und Früchten ernährt. Er bewegt sich bei der Futtersuche überwiegend am Boden, an verfallenen Holzstämmen und den Wurzelmassen umgefallener Bäume, in der Vegetation des Unterholzes, an Baumstämmen stehender Bäume und Klippenspalten. In 122 Mägen von Vögeln aus British Columbia, die über das ganze Jahr gesammelt wurden, enthielten 66 % Käfer, 51 % Spinnen, 30 % Motten und Schmetterlingslarven, 23 % Milben und Zecken, 22 % Bienen, Wespen und Ameisen, 14 % Fliegen, 11 % Pseudoskorpione, 10 % Millipede und 10 % Weberknechte.

## Lautäußerungen
Der Gesang des männlichen Pazifikzaunkönigs ist bemerkenswert lang und komplex. Er enthält eine Reise überschlagender, klingelnder Trällern die fünf bis zehn Sekunden anhalten. Es ist nicht bekannt, dass das Weibchen singt. Im Vergleich zum Winterzaunkönig ist die Qualität eher rau und abgehackt. Die Frequenzrate und die allgemeine Frequenz der Töne sind höher. Zu seinem Repertoire gehört auch ein scharfes timp und tschek, tschek-Laute. Einzelne Männchen, die über zwei Morgen aufgenommen wurden, gaben 21 Arten von Liedern von sich. Ihre Lieder enthielten 137 bis 385 Silben. Singende Männchen stellen ihren Schwanz nach vorne und schwenken den Kopf von Seite zu Seite. Bei argwöhnischen Begegnungen ist der Gesang gedrosselt, rau und meist mit schnellem Flügelschlag gepaart. Naher Lärm kann den Gesang beeinflussen. In British Columbia wurde in Autobahn nahen Gebieten festgestellt, dass er seine Liedlänge erhöht. In Meeres nahen Gebieten sind die Lieder langsilbiger und werden in individuellen Variationen während der Liedlänge ausgeführt.

## Fortpflanzung
In Oregon legt er Anfang bis Mitte April, in British Columbia Mitte April, in Idaho im späten April, und in Alaska im späten Mai seine Eier. Bei letzteren könnte dies bis spät in den Juli dauern. Es kommt zu zwei oder drei Brutversuchen pro Jahr. Bei zwei Studien in Alaska mit wenigen Nestfeinden (nur 2 % von 65 Nestern wurden ausgeraubt) waren 22 % und 78 % der Männchen polygam. In einem anderen Gebiet mit 19 % Nestraub von 59 Nestern waren nur 10 % der Männchen polygam. Das Nest ist typischerweise gewölbt, mit Seiteneingang und wird aus Gras, Moos, Zweigen, Rinde, Würzelchen, zerkleinertem und zerfallenem Holz, Federn und Haaren gebaut. Dieses platziert er in unterschiedlichsten Orten wie alte Spechthöhlen, Naturhöhlen, in Wurzelnischen von umgestürzten Bäumen, an Bachufern und verfallen Holzklötzen, in Moosklumpen an Bäumen und auf aufgerichteten Bäumen, aber auch am Boden und bis 18 Meter über diesem. Meist baut das Männchen mehrere Nester und das Weibchen sucht sich das geeignetste aus und grenzt dieses ab. Das Gemeine Rothörnchen (Tamiasciurus hudsonicus (Erxleben, 1777)) gehört in Alaska zu den Nesträubern, wahrscheinlich weil dort die Nester weiter oben gebaut werden. Ein Gelege besteht aus drei bis neun Eiern. Größere Gelege aus bis zu 12 Eiern sind vermutlich darauf zurückzuführen, dass zwei Weibchen im gleichen Nest ablegten. Die Inselbewohner dieser Art haben kleinere Gelege. Die Eier sind klar weiß mit hellbraunen oder rötlich braunen Flecken, insbesondere am dickeren Ende. Bei T. p. meligerus können die Eier auch rein weiß sein. Die Eier sind 14,0 bis 19,2 × 11,6 bis 14,0 mm groß, wobei die Eier in Alaska tendenziell größer sind. Die Bebrütung erfolgt ausschließlich durch das Weibchen. Nach 14 bis 19 Tagen werden die Nestlinge flügge. Weitere 9 bis 18 Tage werden sie dann gefüttert, bevor sie sich unabhängig bewegen. Es wird geschätzt, dass 30 bis 90 % der Bruten erfolgreich sind. Über ein Höhengefälle zwischen 100 und 1300 Metern im Südwesten British Columbias nimmt die Philopatrie, das Überleben des Nests und die Anzahl der Nester mit den Höhenlagen ab. Dies legt die Überlegung nahe, dass die Art sich weniger an das Brüten in den Höhenlagen angepasst hat. Ein Weibchen, das in Kalifornien zur Beringung eingefangen wurde, war zumindest 6,5 Jahre alt.

## Verbreitung und Lebensraum

Verbreitungsgebiet des Pazifikzaunkönigs

Der Pazifzaunkönig brütet in nördlichen feuchten Nadelwäldern mit umfänglichem Unterholz, laubabwerfenden Wäldern und gemischten Wäldern. Auf den Inseln der Aleuten begnügt er sich mit verkrüppelter Vegetation und fehlenden großen Bäumen. Oft reift er in altgewachsenen Wäldern heran, gelegentlich mit angrenzendem Schwemmland, wie Moor, Sumpf, Flüssen oder Seen. Trotzdem ist er auch weit vom Wasser entfernt präsent. In British Columbia kommt er reichlich an den Flusswegen mit laichenden Lachsen, der Gattung Pazifische Lachse vor. Dies kommt wahrscheinlich daher, dass die Anwesenheit von Lachsen mehr Wirbellose anzieht, die als Beute für den Pazifikzaunkönig dient. Er kommt in Höhenlagen von Meeresspiegel bis 3750 Meter in der Sierra Nevada vor. Im Winter nutzt er eine große Bandbreite an Habitaten, wie offene Waldungen, laubabwerfende Wälder, geschlossene Gebiete mit abgebrannten Bereichen und Parks und Gärten, sofern Büsche und dichtes Vegetationsgewirr verfügbar ist.

## Migration
Der Pazifikzaunkönig kann je nach Örtlichkeit ein Standvogel, Zugvogel oder Strichvogel sein. Seine Wanderungen finden nachts statt. An der pazifischen Küste von den Aleuten bis Zentralkalifornien, im Inneren bis in den Südwesten Albertas und den Westen Montanas ist er das ganze Jahr präsent. Die restlichen Brutgebiete werden während des Winters verlassen, inklusive der höher gelegenen Berghöhenlagen. Selbst in Gebieten, in denen er im Winter anwesend ist, z. B. im Westen Montanas, ist die Anzahl der Vögel im Vergleich zum Sommer deutlich reduziert. Frühlingswanderer verlassen das Wintergebiet zwischen Mitte März bis spät in den April und kommen im Brutgebiet im späten März bis späten Mai an. Die Herbstwanderer bewegen sich vom späten Juli bis früh in den November und erreichen die Gebiete zum Überwintern zwischen September und Dezember. Migranten hat man bis New Mexico entdeckt.

## Unterarten
Es sind vierzehn Unterarten bekannt.
- Troglodytes pacificus alascensis Baird, SF, 1869[3] kommt auf den Pribilof-Inseln vor. Die Unterart ist relativ groß, mittelbraun an der Kehle und Brust und brauneren Flanken.[1]
- Troglodytes pacificus meligerus (Oberholser, 1900)[4] ist auf den westlichsten Inseln der Aleuten verbreitet. Die Unterart ist groß wirkt matt dunkel mit dunkelbrauner Oberseite.[1]
- Troglodytes pacificus kiskensis (Oberholser, 1919)[5] kommt auf den westlichen Aleuten vor. Die Subspezies ähnelt T. p. meligerus wirkt aber heller und weniger rötlich braun auf der Oberseite.[1]
- Troglodytes pacificus tanagensis (Oberholser, 1919)[6] ist auf den westlichen zentralen Aleuten verbreitet.
- Troglodytes pacificus seguamensis Gabrielson & Lincoln, 1951[7] kommt auf den zentralen Aleuten vor.
- Troglodytes pacificus petrophilus (Oberholser, 1919)[8] kommt auf Unalaska Island vor.
- Troglodytes pacificus stevensoni (Oberholser, 1930)[9] ist auf der Alaska-Halbinsel verbreitet.
- Troglodytes pacificus ochroleucus Rea, 1986[10] kommt auf den Inseln südlich der islands Alaska-Halbinsel vor.
- Troglodytes pacificus semidiensis (Brooks, WS, 1915)[11] ist auf Semidi Islands verbreitet.
- Troglodytes pacificus helleri (Osgood, 1901)[12]  kommt auf Kodiak Island und Afognak Island vor. Die Subspezies ähnelt der Nominatform hat aber keine rötlich braune Tönung. So ist die Oberseite durchgehend dunkelbraun.[1]
- Troglodytes pacificus pacificus Baird, SF, 1864[13] kommt im Südosten Alaskas, dem Westen Kanadas und dem Nordwesten der USA vor.
- Troglodytes pacificus muiri Rea, 1986[14] ist im Südwesten Oregons bis in zentrale  Kalifornien verbreitet.
- Troglodytes pacificus obscurior Rea, 1986[14] kommt im Landesinneren des Westens der USA, ebenso wie an den Küstenregionen Zentralkaliforniens vor.
- Troglodytes pacificus salebrosus Burleigh, 1959[15] ist im Landesinneren des Nordwesten der USA und dem Südwesten Kanadas verbreitet. Die Unterart ähnelt der Nominatform hat eine braunere Oberseite und hellere, braune Kehle und Brust.[1]

## Etymologie und Forschungsgeschichte
Die Erstbeschreibung des Pazifikzaunkönigs erfolgte 1864 durch Spencer Fullerton Baird unter dem wissenschaftlichen Namen Troglodytes hiemalis pacificus. Das Typusexemplar wurde von Caleb Burwell Rowan Kennerly (1830–1861) am Semiahmoo Bay gesammelt. Bereits 1809 führte Louis Pierre Vieillot die für die Wissenschaft neue Gattung Troglodytes ein. Dieser Name leitet sich von »trōglē, trōgō κτρωγλη, τρωγω« für »Höhle, nagen« und »-dutēs, duō -δυτης, δυω« für »tauchend, eintauchen« ab. Der Artname »pacificus« bezieht sich auf den Pazifik. »Helleri« ist Edmund Heller, »muiri« ist John Muir und »stevensoni« ist Donald Harley Stevenson (1892–1926) gewidmet. »Alascensis« bezieht sich auf Alaska, »kiskensis« auf Kiska Island, »tanagensis« auf Tanaga Island, »seguamensis« auf Seguam Island und »semidiensis« auf Semidi Islands. »Salebrosus« ist das lateinische Wort für »rau, grob« und leitet sich von»salebra, salire« »holprig, springen« ab. »Obscurior« bedeutet »dunkler« von »obscurus« für »dunkel, undeutlich, obskur«. »Meligērus μελιγηρυς« für »melodiös, wohlklingend« leitet sich von »melos μελος« für »Lied« ab. »Petrophilus« ist ein griechisches Wortgebilde aus »petra πετρα« für »Stein« und »philos, phileō, philos φιλος, φιλεω, φιλος« für »liebend, lieben, Liebhaber«. »Ochroleucus« hat seinen Ursprung in »ōkhros ωχρος« für »hell gelb« und »leukos λευκος« für »weiß«.